# Hôtel Montpensier
L'hôtel  Montpensier est un monument du XVIIe siècle situé à Pont-l'Évêque, en France.

## Localisation
Le bâtiment est situé dans le département français du Calvados, dans le centre-ville de Pont-l'Évêque, au 38 de la rue Saint-Michel.

## Historique
L'édifice est inscrit au titre des Monuments historiques depuis le 24 avril 1926.